# Фонте ал Ђунко (Сијена)
Фонте ал Ђунко је насеље у Италији у округу Сијена, региону Тоскана.
Према процени из 2011. у насељу је живело 109 становника. Насеље се налази на надморској висини од 263 м.